# 狭叶南星
狭叶南星（学名：Arisaema angustatum）为天南星科天南星属的植物。分布在日本等地。

## 变种
朝鲜南星（学名：Arisaema angustatum var. peninsulae）是天南星科天南星属狭叶南星的变种。分布于俄罗斯、朝鲜及中国大陆的河南、辽宁、吉林等地，生长于海拔100米至500米的地区，一般生长在杂木林下。
有意見認為該變種等同Arisaema serratum var. serratum。
别名大参（吉林九台）、天南星（吉林吉安）。